# Dare2 Records
Dare2 Records est un label discographique britannique, basé en Angleterre, fondé en 2005 par le bassiste Dave Holland.

## Histoire
En 2005, Dave Holland conclut un partenariat avec Sunnyside Records pour distribuer ses futurs enregistrements aux États-Unis sous son label Dare2 Records. Universal Music Jazz France distribuera ces enregistrements en dehors des États-Unis. Le premier disque sort le 22 février et s'intitule Overtime.
Dans une interview en 2021, Holland explique, concernant la création du label : « J'avais pour objectif à long terme de créer un label pour la sortie de mes propres projets d'enregistrement. En 2004, avec l'aide et les conseils de ma fille et directrice commerciale Louise Holland, nous avons créé Dare2 records afin de rester propriétaires des enregistrements originaux et d'avoir plus de contrôle sur la programmation, la production, la présentation et le marketing des sorties ». Cette même année, Dare2 conclut un partenariat de distribution avec Edition Records.

## Discographie
- 2005 : Overtime[4].
- 2006 : Critical Mass
- 2008 : Pass It On
- 2010 : Pathways
- 2010 : Hands